# Escuelas de Tiempo Completo (Uruguay)
Las Escuelas de Tiempo Completo son instituciones públicas cuyas características las distinguen de las escuelas comunes (en la que los niños concurren cuatro horas diarias).
En este proyecto, desarrollado en Uruguay, los niños concurren siete horas y media diarias. Durante estas horas están a cargo de la maestra y a su vez realizan otras actividades con profesores especiales.
Esto también la diferencia con el actual proyecto de Escuela de Tiempo Extendido, en que la maestra está a cargo de la clase durante cuatro horas.

## Características
Las mismas fueron pensadas con el fin de lograr el fortalecimiento de los sectores de la población menos privilegiados, debido a que la sociedad cada vez estaba más fragmentada.
Lo primero que se pretende lograr es la equidad desde el punto de vista social, y brindarles alimentación a los niños, por lo cual se han construido en las zonas más carenciadas.
Hoy en día los objetivos cambiaron, y según CEIP son los siguientes:
•	Mejorar condiciones de igualdad.
•	Realizar un abordaje de atención integral.
•	Construir y reconstruir conocimientos, valores y conceptos.
•	Participar, reflexionar y colectivizar éstos conocimientos.
•	Involucrar a toda la comunidad educativa.

## Antecedentes
La primera etapa de expansión del modelo, se desarrolla entre los años 1992 y 1995, creándose las primeras 58 instituciones de estas características.
A partir de 1995, se planteó la necesidad de reconsiderar el modelo escolar de tiempo simple desde un modelo pedagógico y organizacional que contemplara los diversos aspectos del currículo.
A fines de 1996 en una reunión del CODICEN surgieron ideas que se plasmaron luego en un documento preliminar: "Propuesta Pedagógica para las Escuelas de Tiempo Completo".
En el año 1998 se llamó a concurso de todos los cargos de dirección y de los cargos vacantes de maestros de las escuelas para su provisión en efectividad. Se realizó el relevamiento de escuelas a ser transformadas o creadas para proveer dichos cargos.
En 1999 se creó la Inspección Nacional de Escuelas de Tiempo Completo y Contexto Sociocultural Crítico.
En marzo de 2003 funcionaban 95 escuelas con una matrícula aproximada de 23.000 alumnos.

## Actualidad
Hasta el momento son ciento sesenta y nueve escuelas las que funcionan con esta modalidad.
La Escuela de Tiempo Completo atiende niños desde los 4 años entre las 8.30 y las 16:00 horas, donde se les brinda un servicio de alimentación balanceado tanto en el desayuno como almuerzo y la merienda. Los docentes trabajan 40 horas semanales, de las cuales dos horas y media, están destinadas a la realización de la planificación y al intercambio de ideas.
Se rige por el Programa Escolar de Escuelas Urbanas a partir de un proyecto pedagógico institucional propio que surge a partir de las características y necesidades de la institución.
Esta propuesta pedagógica también la forman otras instancias; como la Hora del juego, talleres e instancias semanales de evaluación, de convivencia general. Lo que  se trata de generar es un entorno organizado, con normas claras y consensuadas, que brinden al niño oportunidades para el desarrollo de la autoestima, la confianza en sí mismo y en sus capacidades.